# Sever de Viena
Sever de Viena (mort c. 455) va ser un sacerdot que va evangelitzar a Viena, França. És venerat com un sant catòlic. Sever era indi de naixement i d'origen adinerat. Es va instal·lar a Viena del Delfinat al voltant del 430. La seva entrada al Martirologi romà diu:
| « | A Viena de França, sant Sever, Prevere i Confessor, el qual des de l'Índia va emprendre un treball peregrinació per predicar l'Evangeli, i arribat a aquesta ciutat, va convertir, per mitjà de la seva predicació i miracles, gran multitud de pagans a la fe de Crist. | » |

Va morir a Itàlia, però el seu cos va ser tornat a Viena i enterrat a l'església de Sant Esteve, que ell mateix havia construït.